# Ankerkind
Ankerkind (englisch anchor baby) ist eine (von manchen als abwertend empfundene) Bezeichnung für minderjährige Asylbewerber, die von ihren Familien in das Zielland entsandt werden, um die Familie über legale Einreisemöglichkeiten nachzuholen. In den Vereinigten Staaten umfasst der Begriff auch im Land geborene Kinder, deren Mütter illegal eingereist waren. Diese Kinder erhalten dort aufgrund des Geburtsortsprinzips (jus soli) mit ihrer Geburt die amerikanische Staatsbürgerschaft.
In Österreich wurde 2011 in 17 Fällen den Angehörigen von minderjährigen Asylberechtigten der Familiennachzug gestattet. Als Hindernisse gelten dabei die Kosten für DNA-Tests und sonstige Bestätigungen.
Kritiker äußerten, der Begriff delegitimiere (analog dem Begriff „Scheinasylant“) Fluchtgründe.
2015 kamen im Zuge der Flüchtlingskrise in Europa und in Deutschland deutlich mehr unbegleitete Flüchtlingskinder nach Deutschland als in den Jahren zuvor. Im Januar 2016 beschlossen die Spitzen der Regierungskoalition (Kabinett Merkel III), bei subsidiär Schutzberechtigten eine Familienzusammenführung für zwei Jahre auszusetzen.
Im Februar 2024 wurde in Deutschland mehrfach über Schein-Vaterschaften für Ankerkinder berichtet. In Kooperation zwischen rbb24 und dem Fernsehmagazin Kontraste wurde aufgedeckt, wie sich ein „florierendes“ Geschäftsmodell entwickelt hat, das durch eine begünstigende Gesetzeslücke die rechtlichen Bestimmungen des Einwanderungsrechts aushebelt. Auch Obdachlose würden als Scheinväter angeworben, wie das Nachrichtenmagazin Focus ergänzte. Die eine Vaterschaft anerkennenden Behörden hätten keine Möglichkeit, „einen möglichen Missbrauch effektiv zu kontrollieren“.